# 스텐 블리셰르

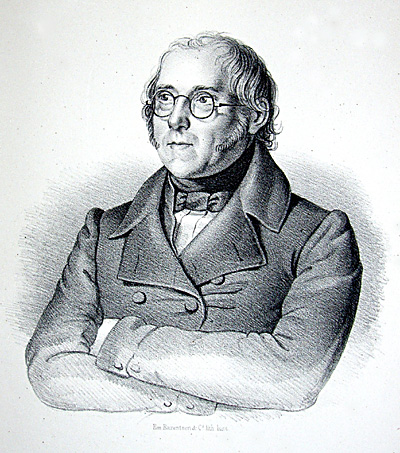

스텐 블리셰르(Steen Steensen Blicher, 1782년 10월 11일 ~ 1848년 3월 26일)는 덴마크의 시인·소설가이다.
목사의 아들로 유틀란트의 비옴에서 태어났다. 코펜하겐에서 신학을 공부했는데 학생시절에 오시앙의 시에 열중하여 1809년에 그 번역서를 출판했다. 시로 노래한 고독감과 음산하고 무정한 빛과 그림자에서 유틀란트의 서해안과 히드 지대에 대한 향수를 느끼게 한다. 문법학교의 교사로도 있었고 부친의 교회농장의 소작인 등의 일을 보다가 나중에는 성직록(聖職祿)을 얻고 교구농민들의 생활향상을 도모하면서 민중이 애국심에 눈뜰 것을 바라고 있었다. 결혼생활은 불행했고 아이들이 많아 고통은 받았지만 사냥이나 음주로 위안을 얻기도 했다. 역사상의 인물 마리아 그루페에서 소재를 얻은 <교회 역원의 일지(日誌)>(1824)는 19세기 덴마크 산문의 걸작이었고, 또 유틀란트 방언으로 시와 이야기를 혼합하여 저술한 유틀란트의 이야기 <편물집의 거실>(1842)은 특이한 작품이다.